# Chrysotus varipes
Chrysotus varipes är en tvåvingeart som beskrevs av Van Duzee 1924. Chrysotus varipes ingår i släktet Chrysotus och familjen styltflugor. Inga underarter finns listade i Catalogue of Life.